# Supercoupe des Pays-Bas de football 2013
Navigation
Édition précédente Édition suivante
La Supercoupe des Pays-Bas 2013 (néerlandais : Johan Cruijff Schaal XVIII) est la vingt-quatrième édition de la Supercoupe des Pays-Bas, épreuve qui oppose le champion des Pays-Bas au vainqueur de la Coupe des Pays-Bas. Disputée le 27 juillet 2013 à l'Amsterdam ArenA devant 47 000 spectateurs, la rencontre est remportée par l'Ajax Amsterdam aux dépens de l'AZ Alkmaar.

## Feuille de match
| 27 juillet 2013 | AZ Alkmaar                       | 2 - 3   | Ajax Amsterdam                                       | Amsterdam ArenA, Amsterdam                        |                                                   |
|                 | Guðmundsson 51e · Jóhannsson 67e | (0 - 0) | 69e (csc) Gouweleeuw · 75e Sigþórsson · 103e de Jong | Spectateurs : 47 000 Arbitrage : Richard Liesveld | Spectateurs : 47 000 Arbitrage : Richard Liesveld |